# کول (تگزاس)
کول (به انگلیسی: Cool) شهری در ایالت تگزاس از ایالات جنوبی ایالات متحده آمریکا است. با توجه به سرشمری سال ۲۰۰۰، جمعیت این شهر کوچک ۱۶۲ نفر اعلام شد.